# Шуртанское газовое месторождение
Шуртанское газовое месторождение является месторождением природного газа и природного газового конденсата в Узбекистане. Общие доказанные запасы Шуртанского газового месторождения составляют около 686 км3, а добыча планировалась на уровне 1,37 млн м3 (в 2013 г.).
Шуртанское месторождение эксплуатируется с 1980 года и на него приходится около 36 % общей добычи газа. Фактическая добыча на 2022 год составляла 4031,0 млн м3 в год.

## Географическое расположение
Расположен в юго-западной части Узбекистана на пустынной территории песчаников Гузарского района Кашкадарьинской области. Месторождение находится в платформенной части и относится к Амударьинской газонефтеносной провинции.
На 2020 г. на месторождении разработано 156 эксплуатационных скважин.

## История
Первое открытие газа в этом районе было сделано в 1953 году в области Сеталантепе на северо-восточной окраине Амударьинской газонефтеносной провинции, которое дало дополнительный стимул для активных разведочных работ в прилегающих районах. Первое крупное открытие в бассейне в 1956 г. — гигантское газовое месторождение Газли. Другие, в том числе Шуртанское газовые открытия были в основном сделаны в 1960-х и 1970-х годах.
С 1970-х годов в Узбекистане начался второй этап освоения месторождений, проектируемых в новых районах и отличающихся сложными геологическими условиями и огромными запасами сероводородсодержащего газа. В их числе Мубарекская и Шуртанская группы месторождений.
В 80-е годы были сданы в эксплуатацию дополнительные скважины месторождения Шуртанское, был построен газопровод «Шуртан — Сыр-Дарья».
До конца 90-х годов природный газ в основном экспортировался из Узбекистана.
В феврале 1998 года «Узбекнефтегаз» подписал контракт с консорциумом в составе компаний ABB Lummus Global (США), ABB Soimi (Италия), Mitsui&Co.Ltd, Toyo Engineering, Nissho Iwai Corp (Япония) на строительство «под ключ» технологической части Шуртанского газохимического комплекса.
Технологическая часть включила в себя установку по очистке газа, завод по производству гранулированного полиэтилена мощностью 125 тысяч тонн в год с получением попутных продуктов — сжиженного газа (137 тысяч тонн) и нестабильного конденсата (37 тысяч тонн в год), добываемого из Шуртанского месторождения.